# Belvianes-et-Cavirac
Belvianes-et-Cavirac ist eine  französische Gemeinde mit 259 Einwohnern (Stand: 1. Januar 2022) im Département Aude in der Region Okzitanien. Sie gehört zum Kanton La Haute-Vallée de l’Aude und zum Arrondissement Limoux. Die Bewohner nennen sich die Belvianais und Caviracois. 

## Lage
Das Gemeindegebiet ist Teil des Regionalen Naturparks Corbières-Fenouillèdes.
Nachbargemeinden sind Quillan im Nordwesten, Saint-Julia-de-Bec im Nordosten, Puilaurens im Osten, Saint-Martin-Lys im Südosten und Quirbajou im Südwesten. Der Fluss Aude durchquert im Oberlauf das Gemeindegebiet.

## Bevölkerungsentwicklung
| Jahr      | 1962 | 1968 | 1975 | 1982 | 1990 | 1999 | 2008 | 2018 |
| --------- | ---- | ---- | ---- | ---- | ---- | ---- | ---- | ---- |
| Einwohner | 350  | 342  | 310  | 333  | 340  | 332  | 288  | 248  |

## Sehenswürdigkeiten
- von der Aude gebildete Schlucht Gorges de la Pierre-Lys

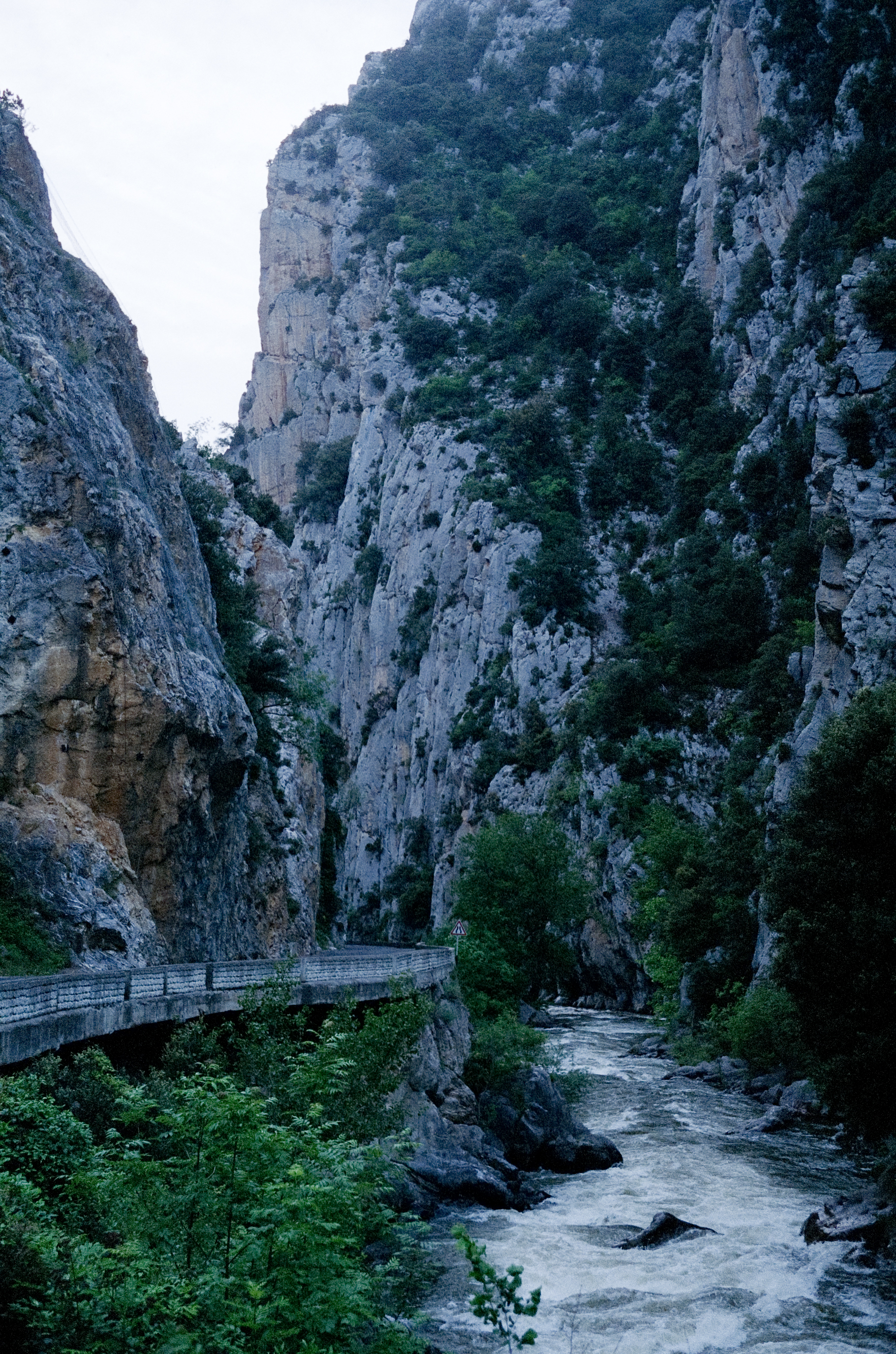
Die Aude fließt durch die Schlucht von Pierre-Lys.